# Champ-de-Mars (Athènes)
Pour les articles homonymes, voir Champ de Mars.
Le Champ-de-Mars ou Champ-d’Arès (en grec : Πεδίον του Άρεως / Pedíon tou Áreos ou simplement Πεδίον Άρεως / Pedíon Áreos), nommé d'après le Campus Martius de Rome et le Champ-de-Mars de Paris, est un des grands parcs d’Athènes.
Il a été conçu en 1934 en l'honneur des héros de la Guerre d'indépendance grecque de 1821.

## Historique
D'abord terrain d'exercice militaire, le Champ-de-Mars était, depuis le règne du roi Othon Ier de Grèce, le principal lieu de détente des Athéniens quand, en 1927, la gestion du nouveau parc fut attribuée à la Commission des Jardins publics d'Athènes pour effectuer des embellissements et des améliorations.
S'étant surtout occupée du parc du Théséion puis du Jardin national d’Athènes, cette commission ne commença les travaux que six ans plus tard, avec le peu de fonds qu'il restait.
Ces travaux consistèrent principalement à la plantation d'arbres (en particulier à feuilles caduques) sous un modèle mixte de jardin à l'anglaise et à la française.

## Situation et caractéristiques
Ce parc public de plus de 27 ha (en incluant la colline de Finopoulou) est situé entre les quartiers de Gyzi (à l'est, rue Bousgou et vers les Tribunaux, anciennement École militaire) et de Kypséli (au nord, rue Evelpidon), et entre l'avenue Alexándras (au sud) et la rue Mavromateon (à l'ouest, rue parallèle à Patission).
On y trouve en particulier un alignement de bustes de marbre de 21 combattants, héros de la Révolution.
À l'entrée principale (sur la place Aigyptou) se dresse une statue équestre du roi Constantin Ier de Grèce.
Au niveau d'une autre entrée qui donne sur l'avenue Alexándras, une statue d'Athéna Prómakhos est accompagnée d'une statue de lionne, en commémoration des soldats du Commonwealth qui ont combattu à la bataille de Grèce pendant la IIe Guerre mondiale.
Parmi les autres bâtiments et monuments qui se trouvent dans le parc, on trouve un monument aux morts de la IIe Guerre mondiale (Ιερό λόχο / Ieró lókho), à l'ouest les bureaux des Services géographiques de l'Armée, les installations sportives du Panellinios puis deux églises, l'amphithéâtre Aliki et un café historique, le « Green Park ».
En avril 2008 ont débuté les travaux de réfection du parc : replantage de nombreux arbres et plantes à fleurs, système nouveau d'arrosage et de drainage, nettoyage des monuments ainsi que remplacement des anciens chemins d'asphalte par des pavés de marbre et de granite.

## Les combattants de 21

Le Serment d'Aghia Lavra qui marque le début de la guerre d'indépendance.

## Les combattants de 21 (Αγωνιστές του 21)
| Nikólaos Kriezótis      |                            |
| Emmanouíl Pappás        | Dimítrios Plapoútas        |
| Nikítas Stamatelópoulos | Dimitrios Papanikolis (en) |
| Andréas Miaoúlis        | Mado Mavrogenous           |
| Geórgios Karaïskákis    | Athanásios Diákos          |
| Márkos Bótzaris         | Theódoros Kolokotrónis     |
| Dómna Visvízi           |                            |
| Konstantínos Kanáris    | Odysséas Androútsos        |
| Pétros Mavromichális    | Germanós de Pátras         |
| Kítsos Tzavélas         | Laskarína Bouboulína       |
| Dimítrios Ypsilántis    | Papaphléssas               |
| Nótis Bótsaris          |                            |

## Sources
- (en)/(el) Cet article est partiellement ou en totalité issu des articles intitulés en anglais « Pedion_tou_Areos » (voir la liste des auteurs) et en grec moderne « Πεδίον_του_Άρεως » (voir la liste des auteurs).